# Fokon'olona
Le fokonolona (abréviation administrative : FKL) est une communauté villageoise du pays merina à Madagascar. Traditionnellement, le fokonolona (de foko, clan ou ethnie et olona personne, être humain) réunissait les membres d'un ou de plusieurs clans, résidant sur un territoire délimité. Chaque fokonolona bénéficiait d'une large autonomie de gestion, y compris sur le plan sécuritaire et judiciaire, et fonctionnait selon un mode démocratique, avec la participation des femmes et des enfants, les décisions sont prises à l'unanimité suivant le dina (règles coutumères).
Les rai-amandreny (père et mère, littéralement) détiennent le pouvoir des aînés, c'est-à-dire le respect des cadets (structure du foko).
Depuis le XIXe siècle, en particulier sous Andrianampoinimerina et ensuite, les directives du Premier ministre Rainilaiarivony, l'institution du fokonolona subit de nombreuses réformes, mais sans beaucoup perdre de ses prérogatives traditionnelles. Sous le régime colonial cependant, les autorités tentèrent de récupérer cette institution, en particulier pour les besoins sécuritaires. À partir des années 1970, le pouvoir tenta de lui redonner son importance, en en faisant même, pendant un moment, une sorte de « commune révolutionnaire », sur une base plus territoriale, le fokontany (abréviation administrative:  FKT), avec l'intention d'en répandre le modèle dans toute l'île.
Une commune compte en moyenne 30 fokonolona et 10 fokontany.